# Mesopsalis oblongus
Genre
Espèce
Mesopsalis oblongus, unique représentant du genre Mesopsalis, est une espèce fossile d'opilions cyphophthalmes de la famille des Stylocellidae.

## Distribution
Cette espèce a été découverte dans de l'ambre de Birmanie. Elle date du Crétacé.

## Systématique et taxinomie
Cette espèce a été décrite par Bartel, Dunlop et Giribet en 2023.

### Famille Stylocellidae
Selon World Catalogue of Opiliones (26 octobre 2024) :
- Fangensinae Clouse, 2012
  - Fangensis Rambla, 1994
  - Giribetia Clouse, 2012
- Leptopsalidinae Clouse, 2012
  - Leptopsalis Thorell, 1882
  - Miopsalis Thorell, 1890
- Stylocellinae Hansen & Sørensen, 1904
  - Meghalaya Giribet, Sharma & Bastawade, 2007
  - Stylocellus Westwood, 1874
- sous-famille indéterminée
  - † Mesopsalis Bartel, Dunlop & Giribet, 2023
  - † Palaeosiro Poinar, 2008
  - † Sirocellus Bartel, Dunlop & Giribet, 2023

## Publication originale
- Bartel, Dunlop & Giribet, 2023 : « An unexpected diversity of Cyphophthalmi (Arachnida: Opiliones) in Upper Cretaceous Burmese amber. » Zootaxa, vol. 5296(3), p. 421-445.